# 일월산
일월산(日月山)은 대한민국 경상북도 영양군의 청기면과 일월면의 경계에 있는 높이 1,219m의 산이다.

### 디지털TV방송
| 디지털TV  |                          |           |                     |      |                  |
| 가상채널  | 방송국명                 | 호출부호  | 물리채널            | 출력 | 가시청권         |
| CH 6-1    | TBC DTV                  | HLDE-DTV  | 47                  | 1㎾  | 영양, 봉화, 청송 |
| CH 7-1    | KBS안동 DTV2             | HLCR-DTV  | 48                  | 1㎾  | 영양, 봉화, 청송 |
| CH 9-1    | KBS안동 DTV1             | HLCR-DTV  | 28                  | 1㎾  | 영양, 봉화, 청송 |
| CH 10-1   | EBS 1TV                  | HLQL-DTV  | 49                  | 1㎾  | 영양, 봉화, 청송 |
| CH 10-2   | EBS 2TV                  | HLQL-DTV  | 49                  | 1㎾  | 영양, 봉화, 청송 |
| CH 11-1   | 안동MBC DTV              | HLAW-DTV  | 40                  | 1㎾  | 영양, 봉화, 청송 |
| FM라디오  |                          |           |                     |      |                  |
| 주파수    | 방송국명                 | 호출부호  |                     | 출력 | 가시청권         |
| 90.5㎒    | KBS안동 제1라디오 표준FM | HLQG-SFM  |                     | 1㎾  | 영양, 봉화, 청송 |
| 107.7㎒   | EBS FM                   | HLQL-FM   |                     | 3㎾  | 영양, 봉화, 청송 |
| 지상파DMB |                          |           |                     |      |                  |
| 방송국명  | 채널목록                 | 호출부호  | 채널(주파수)        | 출력 | 가시청권         |
| U-KBS     | KBS STAR                 | HLKG-TDMB | CH 9-B (175.280MHz) | 2 kW | 영양, 봉화, 청송 |
| U-KBS     | HD KBS STAR              | HLKG-TDMB | CH 9-B (175.280MHz) | 2 kW | 영양, 봉화, 청송 |
| U-KBS     | KBS HEART                | HLKG-TDMB | CH 9-B (175.280MHz) | 2 kW | 영양, 봉화, 청송 |
| U-KBS     | KBS MUSIC                | HLKG-TDMB | CH 9-B (175.280MHz) | 2 kW | 영양, 봉화, 청송 |
| TBC       | TBC u                    | HLDG-TDMB | CH 9-C (190.736MHz) | 2 kW | 영양, 봉화, 청송 |
| TBC       | mYTN                     | HLDG-TDMB | CH 9-C (190.736MHz) | 2 kW | 영양, 봉화, 청송 |

이름은 산이 높아 동해에서 솟아오르는 해와 달을 먼저 본다하여 붙여졌고, 또한 산마루에 천지가 있어 그 모양이 해와 달과 같았다는 설도 있다. 높은 산이면서도 산형이 험하지 않고 순하여 순산이라는 애칭도 있다.